# 阿伦卡·布拉图舍克
阿伦卡·布拉图舍克（1970年3月31日—），斯洛文尼亚政治人物和公务员，2013年3月至2014年9月任斯洛文尼亚总理，也是该国首位女总理。

## 生平
布拉图舍克出生于采列，就读于卢布尔雅那大学自然科学和技术学院，获得社会科学学院管理硕士学位。在进入政坛之前，她在财政部国家预算委员会任职6年。

## 政治生涯
2008年，布拉图舍克成功当选社会自由党Zares议会议员，在2011年的议会选举中，她成为斯洛维尼亚积极党议员，自2011年起，她一直担任议会预算控制委员会主席。
2013年1月，布拉图舍克在积极党前领袖佐兰·扬科维奇辞职后，被任命为代理主席，2月积极党向议会提出指控官员腐败的报告。2月27日斯洛文尼亚国民议会以55票对33票通过不信任投票，宣布解散以亚内兹·扬沙总理为首的右翼联合政府，布拉图舍克被提名为新总理并负责组建新政府。扬沙则在微博回应“政府持续不超过她的裙子的长度”。Gregor Virant则对投票结果表示欢迎，称这将使斯洛文尼亚进步。外国媒体认为布拉图舍克很难组建新一届政府，质疑她是否将继续扬沙政府发起的改革。3月20日，布拉图舍克正式组成新政府。斯洛维尼亚积极党代理主席布拉图舍克被提名为斯洛文尼亚总理，也是该国首位女总理。
2013年3月，一位匿名人士批评布拉图舍克88页的硕士论文一个页面上的来源可疑。她的母校卢布尔雅那大学社会科学学院对关于涉嫌剽窃开始进行调查。
2014年4月25日，布拉图舍克竞选积极党主席失败，29日退出积极党，5月3日，在执政联盟高峰会议后，宣布辞去总理职务，5月5日布拉图舍克向总统博鲁特·帕霍尔和议长扬科·韦贝尔递交辞呈。5月31日，布拉图舍克成立自己的政党阿伦卡·布拉图舍克联盟 (Zavezništvo Alenke Bratušek; ZaAB)，在7月的大选中获得4个席位。
由于议会内部未能推举出新总理，总统帕霍尔于6月1日宣布解散国民议会，提前举行议会大选。斯洛文尼亚7月13日举行新一届议会选举，“米罗·采拉尔党”获得近35％的选票，得票率位居第一。8月25日，斯洛文尼亚议会以57票赞成、11票反对任命米罗·采拉尔为新一任总理，新政府于9月18日正式成立。
2018年，她成為其中一名副總理，再次加入內閣，2020年卸任。

## 家庭
布拉图舍克住在克拉尼（Kranj）。与丈夫和一对儿女住在一起。